# Kervin Andrade
Pour les articles homonymes, voir Andrade.
Kervin Andrade, né le 13 avril 2005 à Puerto Ordaz au Venezuela, est un footballeur international vénézuélien qui évolue au poste de milieu offensif au Fortaleza EC.

## Biographie

### En club
Né à Puerto Ordaz au Venezuela, Kervin Andrade est formé par le Deportivo La Guaira. Il joue son premier match en professionnel avec ce club, le 12 juin 2021, face à l'Academia Puerto Cabello. Il entre en jeu et son équipe est battue par un but à zéro. Andrade marque son premier but en professionnel le 11 juillet 2021, contre le Club Deportivo Lara. Entré en cours de jeu, il participe à la victoire des siens par quatre buts à un.
Le 25 juillet 2023, Kervin Andrade rejoint le Brésil afin de s'engager en faveur du Fortaleza EC sous la forme d'un prêt. Il doit dans un premier temps intégrer l'équipe des moins de 20 ans du club.
Il signe définitivement avec le Fortaleza EC le 6 mars 2024, pour un contrat courant jusqu'en décembre 2028.
Andrade se fait remarquer dès son premier match pour Fortaleza en marquant son premier but pour le club le 20 janvier 2024, à l'occasion d'une rencontre de Campeonato Cearense face à l'Horizonte FC. Entré en jeu en seconde période, il marque dans le temps additionnel et participe ainsi à la victoire des siens par deux buts à zéro,.
Andrade marque son premier but dans la première division brésilienne dès son premier match, le 28 avril 2024 contre le Red Bull Bragantino. Titularisé ce jour-là, il est l'auteur de l'ouverture du score à la neuvième minute de jeu, mais les deux équipes se neutralisent finalement (1-1 score final).

### En sélection
Kervin Andrade est convoqué pour la première fois avec l'équipe nationale du Venezuela en mars 2024 par le sélectionneur Fernando Batista,. Il honore sa première sélection lors de ce rassemblement, le 24 mars 2024 contre la Guatemala. Il entre en jeu à la place de Darwin Machís et les deux équipes se neutralisent (0-0 score final).